# Поповка (Октябрьский сельсовет, Вологодский район)
Поповка — деревня в Вологодском районе Вологодской области.
Входит в состав Майского сельского поселения (с 1 января 2006 года по 8 апреля 2009 года входила в Октябрьское сельское поселение), с точки зрения административно-территориального деления — в Октябрьский сельсовет.
Расстояние до районного центра Вологды по автодороге — 21,5 км, до центра муниципального образования Майского по прямой — 4 км. Ближайшие населённые пункты —  Марфино, Маурино, Деревенька, Семёнково, Ильинское, Молочное.
По переписи 2002 года население — 69 человек (32 мужчины, 37 женщин). Преобладающая национальность — русские (96 %).